# Burgstraße 3 (Gernrode)

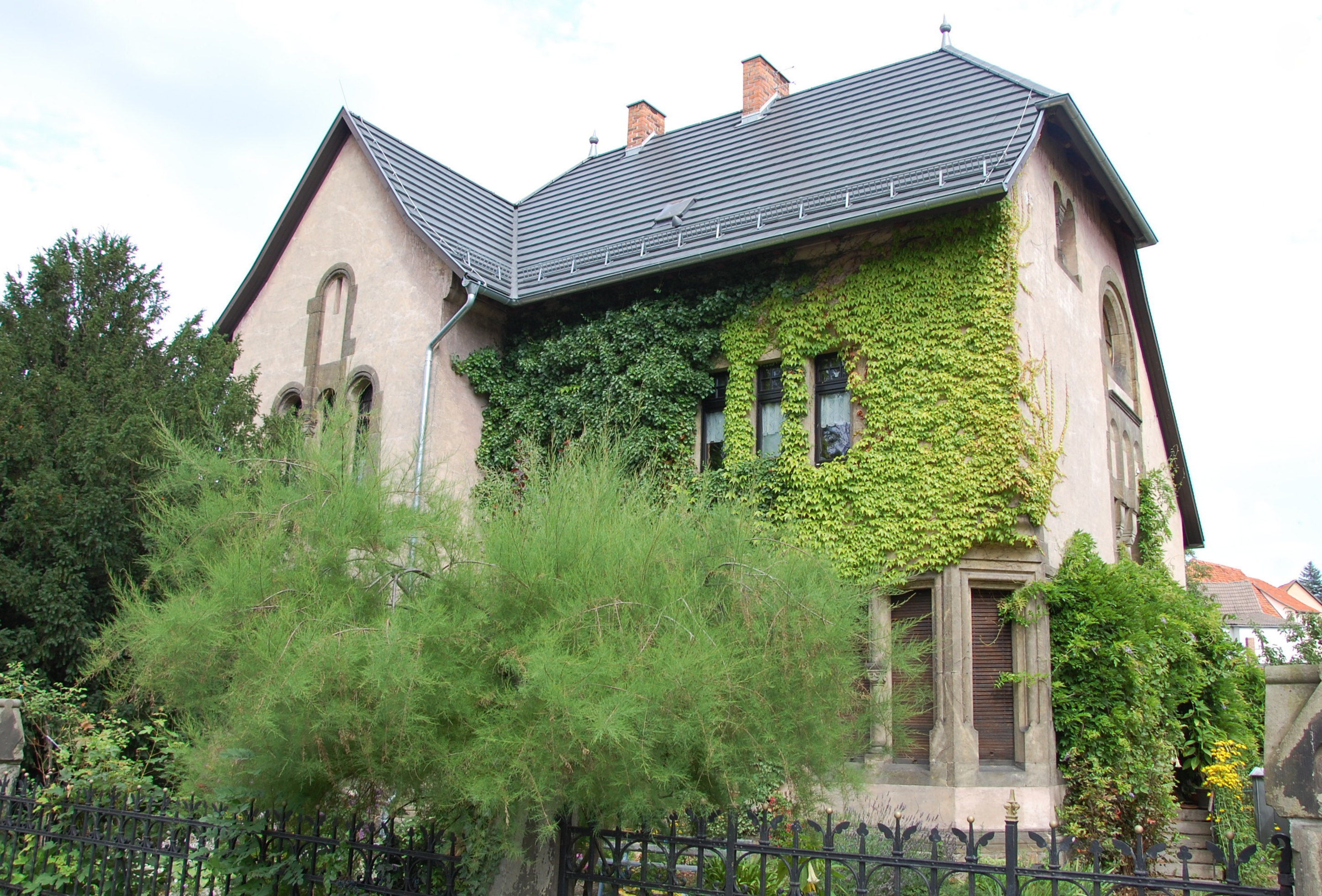
Haus Burgstraße 3

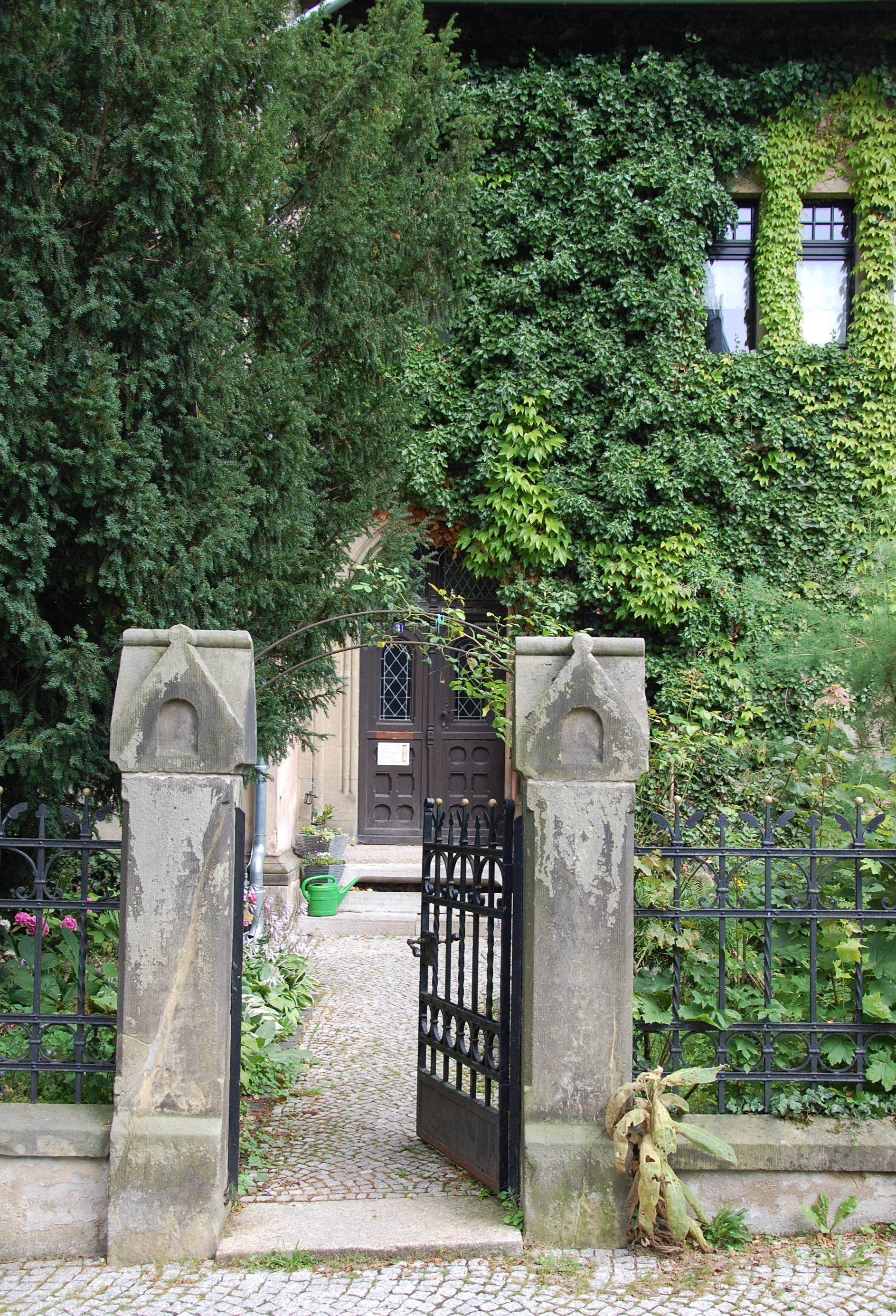
Eingangsbereich

Das Haus Burgstraße 3 ist ein denkmalgeschütztes Gebäude im zur Stadt Quedlinburg in Sachsen-Anhalt gehörenden Ortsteil Stadt Gernrode.

## Lage
Das Gebäude befindet sich in der Gernröder Altstadt, östlich der Stiftskirche St. Cyriakus und ist im örtlichen Denkmalverzeichnis als Pfarrhof eingetragen. 

## Architektur und Geschichte
Das zweigeschossige villenartige Gebäude entstand im Jahr 1910 als Pfarrhaus im Stil des Historismus. Als zierende Formen kommen Elemente unterschiedlichster Stilepochen, vom Mittelalter bis in die frühe Neuzeit zum Einsatz. So finden sich Würfelkapitelle und Fensterprofile. Am Fachwerk des Hauses wurden Schiffskehlen eingesetzt. Der Grundriss des verputzten Hauses ist unregelmäßig. Die Gliederung der Fassade erfolgt durch rote Werksteine aus Sandstein.
Die Grundstücksumfriedung verfügt über mit Dächern versehene Pfeile und aus Gusseisen gefertigte Zaunelemente. Auch Teile der ursprünglichen Gartengestaltung sind erhalten.